# Stor-Stuguvattnet
Stor-Stuguvattnet är en sjö i Strömsunds kommun i Jämtland och ingår i Indalsälvens huvudavrinningsområde. Sjön har en area på 0,273 kvadratkilometer och ligger 433,1 meter över havet. Sjön avvattnas av vattendraget Öjån.

## Delavrinningsområde
Stor-Stuguvattnet ingår i det delavrinningsområde (709151-146196) som SMHI kallar för Utloppet av Stor-Stuguvattnet. Medelhöjden är 470 meter över havet och ytan är 9,26 kvadratkilometer. Räknas de 26 avrinningsområdena uppströms in blir den ackumulerade arean 180,1 kvadratkilometer. Öjån som avvattnar avrinningsområdet har biflödesordning 3, vilket innebär att vattnet flödar genom totalt 3 vattendrag innan det når havet efter 258 kilometer. Avrinningsområdet består mestadels av skog (39 procent) och sankmarker (54 procent). Avrinningsområdet har 0,27 kvadratkilometer vattenytor vilket ger det en sjöprocent på 2,9 procent.